# CalDAV
CalDAV (o extensió de WebDAV) és un estàndard de la xarxa internet que permet els usuaris d'accedir a informació de planificació de calendari en un servidor remot. CalDEV és una extensió de les especificacions de WebDAV (protocol basat en HTTP adreçat a manipulació de dades) i empra el format de dades iCalendar. El protocol d'accés està definit per la recomanació RFC 4791. Extensions a CalDAV per a programació automàtica també està definida per RFC 6638.

## Especificacions
- CalDAV permet l'accés de múltiples clients a la mateixa informació.
- CalDAV organitza les dades (events, tasques, notes…) amb una arquitectura de directoris (col·leccions).
- El control d'accés s'empra ACL (Llista de control d'accés) per a poder visualitzar, editar, esborrar, etc.
- ELs servidors han de suportar el protocol "WebDAV Access Control Protocol" (RFC 3744).

## Programaris que empren CalDAV

### Client
- Sobre Android (CalDAV Tasksync, CalDAV-Sync, CalendarSync, DAVdroid,iCal Import/Export
- Sobre Windows (Outlook, eM Client)
- Sobre Linux (Evolution, Sunbird, Thunderbird)

### Servidor
- Apple Darwin Calendar Server, Atmail (des de versió 6.0), Baikal Lightweight CalDAV+CardDAV server, Bedework (ehemals UWCalendar), Bynari Collaboration Suite, Chandler server (Cosmo), CommuniGate Pro des de versió 5.2, Cyrus IMAP server since version 2.4.17, DAViCal, DPCalendar, DavMail, Daylite CalDAV Server, Dingo Calendar Server, EGroupware Since version 1.6, EVO Mail Server, Fabasoft Folio Cloud, Google Calendar, Horde Groupware, Icewarp-E-Mail-Server Since version 8.x, Kerio Connect, Nextcloud, Open-Xchange, Oracle Beehive, Oracle Siebel CRM, Oracle Communications Calendar Server, ownCloud, Radicale (CalDAV), SOGo, SabreDAV, Scalix, Sun Java Calendar Server, Synovel CollabSuite, Xandikos, Yahoo Calendar, Zarafa des de la versió 6.30.0, Zimbra des de versió 4.5, mod caldav, sync!Egw